# The Swing
The Swing è un album del gruppo musicale INXS, pubblicato nel 1984 Anticipato dal Singolo Original Sin. con 10 brani incisi dal gruppo Australiano.
Una cassetta di remix, Dekadance, è stata distribuita anche in Australia.

## Tracce
Tutte le tracce sono di Andrew Farriss & Michael Hutchence, eccetto dove specificato.
1. "Original Sin"  – 5:19
2. "Melting in the Sun"  – 3:25
3. "I Send a Message"  – 3:24
4. "Dancing on the Jetty"  – 4:34
5. "The Swing"  – 3:52 (INXS)
6. "Johnson's Aeroplane"  – 3:55 (Farriss)
7. "Love Is (What I Say)"  – 3:42 (INXS)
8. "Face the Change"  – 3:34 (Farriss, Hutchence, Pengilly)
9. "Burn for You"  – 4:59
10. "All the Voices"  – 6:06

## Singoli
- "Original Sin"/"In Vain" (Dic 1983)
- I Send a Message"/"Mechanical" (Mar 1984)
- "Burn for You"/"Johnson's Aeroplane" (Lug 1984)
- "Dancing on the Jetty"/"The Harbour" (Ott 1984)

## Video
- "Original Sin"
- "I Send a Message"
- "Burn for You"
- "Dancing on the Jetty"
- "Melting in the Sun"
- "Love Is (What I Say)"
- "All the Voices"